# Liga Colombiana de Fútbol Sala 2022-I
La Liga Colombiana de Fútbol Sala llamada por motivos de patrocinio como Liga BetPlay de Fútsal 2022-I es la decimonovena (19a.) versión de la Liga Colombiana de Fútbol Sala que inició el 6 de mayo de 2022.

## Sistema de juego
El campeonato se jugará en cinco (5) fases:
- I Fase (Fase de grupos): Se jugará por el sistema de todos contra todos, con la particularidad que en la Liga BetPlay Fútsal FCF I-2022 se disputarán los encuentros de ida y en la Fase I (Grupos) de Liga BetPlay Fútsal FCF II-2022 se jugarán los partidos de vuelta.
- II Fase (Octavos de final): A los octavos de final avanzarán los 4 primeros equipos de cada grupo. Los enfrentamientos se darán en un ordenamiento de acuerdo a la tabla de reclasificación de la I Fase y se jugarán partidos de ida y vuelta.
- III Fase (Cuartos de final): A los cuartos de final avanzarán los 8 equipos ganadores de las llaves de octavos. Los partidos de igual manera se disputarán a ida y vuelta.
- IV Fase (Semifinal): A las semifinales avanzarán los 4 equipos ganadores de las llaves de cuartos. Los partidos de igual manera se disputarán a ida y vuelta.
- V Fase (Final): A la gran final avanzarán los 2 equipos ganadores de las llaves de semifinales. Los partidos de igual manera se disputarán a ida y vuelta.

## Equipos participantes
| Equipo                      | Departamento       | Ciudad                  | Coliseo                                                                       |
| --------------------------- | ------------------ | ----------------------- | ----------------------------------------------------------------------------- |
| Academia Central Cajicá     | Cundinamarca       | Cajicá                  | Coliseo Fortaleza de Piedra                                                   |
| Atlético Cauca              | Cauca              | Popayán                 | Coliseo Tulcán                                                                |
| Barranquilleros FC          | Atlántico          | Barranquilla            | Coliseo Sugar Baby Rojas                                                      |
| C.D. Buenaventura Fútsal    | Valle del Cauca    | Buenaventura            | Coliseo Roberto Lozano Batalla                                                |
| C.D. Utrahuilca             | Huila              | Neiva                   | Coliseo Álvaro Sánchez Silva                                                  |
| Ciamen                      | Norte de Santander | Cúcuta                  | Coliseo Toto Hernández                                                        |
| Club Atlético Santander     | Santander          | Bucaramanga Piedecuesta | Coliseo Bicentenario Coliseo Villaconcha                                      |
| Club Baby Soccer            | Tolima             | Chaparral               | Coliseo Municipal de Chaparral                                                |
| Club D'Martín FC            | Cundinamarca       | Madrid                  | Coliseo Cubierto de Madrid                                                    |
| Club Inter                  | Cundinamarca       | Soacha                  | Coliseo León XIII                                                             |
| Club Lyon de Cali           | Valle del Cauca    | Cali                    | Coliseo Mariano Ramos                                                         |
| Club Sabaneros FC           | Sucre              | Sincelejo               | Polideportivo de Las Delicias                                                 |
| Deportivo Meta              | Meta               | Villavicencio           | Coliseo Universidad de los Llanos                                             |
| Deportivo Sanpas            | Boyacá             | Villa de Leyva          | Coliseo Municipal de Villa de Leyva                                           |
| El Carmen del Viboral       | Antioquia          | El Carmen de Viboral    | Coliseo del Carmen del Viboral                                                |
| Es Fútsal                   | Risaralda          | Dosquebradas            | Coliseo de Dosquebradas                                                       |
| Estrellas del Deporte       | Norte de Santander | Cúcuta                  | Coliseo Toto Hernández                                                        |
| Fundación Inter Cartagena   | Bolívar            | Cartagena de Indias     | Coliseo Northon Madrid                                                        |
| Fútsal Rionegro             | Antioquia          | Rionegro                | Coliseo El Cielo                                                              |
| Gremio Samario              | Magdalena          | Santa Marta             | Coliseo del Buen Vivir                                                        |
| ICSIN                       | Valle del Cauca    | Yumbo                   | Coliseo Luis Javier Mosquera Coliseo Carlos Alberto Bejarano                  |
| Independiente Barranquilla  | Atlántico          | Barranquilla            | Coliseo Sugar Baby Rojas Coliseo Elías Chewing                                |
| Leones de Nariño            | Nariño             | Pasto                   | Coliseo Sergio Antonio Ruano                                                  |
| Leones FC                   | Antioquia          | La Estrella Itagüí      | Coliseo La Tablaza Coliseo El Cubo                                            |
| Bello Real Antioquia        | Antioquia          | Bello Medellín          | Coliseo Tulio Ospina Universidad de Medellín                                  |
| Saeta                       | Bogotá             | Bogotá                  | Coliseo Cayetano Cañizares                                                    |
| Santa Marta Beach Soccer    | Magdalena          | Santa Marta             | Coliseo del Polisur Coliseo del Buen Vivir                                    |
| Sport Team Club             | Bogotá             | Bogotá                  | Coliseo CEFE Tunal Universidad de San Buenaventura Coliseo Cayetano Cañizares |
| Tigres del Quindío          | Quindío            | Armenia                 | Coliseo del Sur                                                               |
| Universidad de Manizales    | Caldas             | Manizales               | Coliseo Jorge Arango Uribe                                                    |
| Universidad Sergio Arboleda | Bogotá             | Bogotá                  | Coliseo CEFE Tunal Coliseo Cayetano Cañizares                                 |
| UTS - Siempre Santander     | Santander          | Bucaramanga             | Coliseo Bicentenario Coliseo UNAB                                             |

## Fase de grupos
Los equipos se dividen en 4 grupos de 8 equipos agrupados según su ubicación geográfica. Los equipos jugarán una rueda de todos contra todos
Los grupos están divididos de la siguiente manera:
En negrita los clasificados a octavos de final.
En cursiva los eliminados.
|  | Clasificados a octavos de final. |
|  | Eliminados.                      |

### Grupo A
| Pos | Equipos               | PTS | PG | PE | PP | PJ | GF | GC | Dif. |
| --- | --------------------- | --- | -- | -- | -- | -- | -- | -- | ---- |
| 1.  | Bello Real Antioquia  | 14  | 4  | 2  | 1  | 7  | 22 | 19 | 3    |
| 2.  | Estrellas del Deporte | 13  | 4  | 1  | 2  | 7  | 33 | 27 | 6    |
| 3.  | Leones FC             | 13  | 4  | 1  | 2  | 7  | 26 | 13 | 13   |
| 4.  | Ciamen                | 12  | 4  | 0  | 3  | 7  | 23 | 17 | 6    |
| 5.  | El Carmen del Viboral | 11  | 3  | 2  | 2  | 7  | 21 | 20 | 1    |
| 6.  | Fútsal Rionegro       | 10  | 3  | 1  | 3  | 7  | 19 | 21 | -2   |
| 7.  | Deportivo Sanpas      | 4   | 1  | 1  | 5  | 7  | 11 | 24 | -13  |
| 8.  | Club Inter            | 3   | 1  | 0  | 6  | 7  | 10 | 24 | -14  |

| Fecha 1               | Fecha 1   | Fecha 1        | Fecha 1                             | Fecha 1     | Fecha 1 | Fecha 1         |
| Local                 | Resultado | Visitante      | Lugar                               | Fecha       | Hora    | Transmisión     |
| --------------------- | --------- | -------------- | ----------------------------------- | ----------- | ------- | --------------- |
| Estrellas del Deporte | 5 : 2     | Ciamen         | Coliseo Toto Hernández              | 6 de mayo   | 19:30   | Sin transmisión |
| El Carmen del Viboral | 2 : 2     | Leones FC      | Coliseo del Carmen del Viboral      | 6 de mayo   | 20:00   | Sin transmisión |
| Fútsal Rionegro       | 3 : 0     | Club Inter     | Coliseo El Cielo                    | 19 de mayo  | 20:00   | Sin transmisión |
| Deportivo Sanpas      | 2 : 2     | Real Antioquia | Coliseo Municipal de Villa de Leyva | 17 de junio | 20:00   | Sin transmisión |

| Fecha 2               | Fecha 2   | Fecha 2               | Fecha 2                        | Fecha 2    | Fecha 2 | Fecha 2         |
| Local                 | Resultado | Visitante             | Lugar                          | Fecha      | Hora    | Transmisión     |
| --------------------- | --------- | --------------------- | ------------------------------ | ---------- | ------- | --------------- |
| El Carmen del Viboral | 2 : 1     | Deportivo Sanpas      | Coliseo del Carmen del Viboral | 13 de mayo | 20:00   | Sin transmisión |
| Ciamen                | 4 : 3     | Leones FC             | Coliseo Toto Hernández         | 13 de mayo | 20:00   | Sin transmisión |
| Real Antioquia        | 3 : 2     | Fútsal Rionegro       | Coliseo Tulio Ospina           | 13 de mayo | 20:05   | Win Sports+     |
| Club Inter            | 3 : 5     | Estrellas del Deporte | Coliseo León XIII              | 14 de mayo | 19:00   | Sin transmisión |

| Fecha 3               | Fecha 3   | Fecha 3         | Fecha 3                             | Fecha 3    | Fecha 3 | Fecha 3         |
| Local                 | Resultado | Visitante       | Lugar                               | Fecha      | Hora    | Transmisión     |
| --------------------- | --------- | --------------- | ----------------------------------- | ---------- | ------- | --------------- |
| Estrellas del Deporte | 5 : 5     | Real Antioquia  | Coliseo Toto Hernández              | 20 de mayo | 19:30   | Sin transmisión |
| El Carmen del Viboral | 3 : 0     | Ciamen          | Coliseo del Carmen del Viboral      | 20 de mayo | 20:00   | Sin transmisión |
| Leones FC             | 2 : 1     | Club Inter      | Coliseo La Tablaza                  | 20 de mayo | 20:00   | Sin transmisión |
| Deportivo Sanpas      | 1 : 2     | Fútsal Rionegro | Coliseo Municipal de Villa de Leyva | 22 de mayo | 17:00   | Sin transmisión |

| Fecha 4         | Fecha 4   | Fecha 4               | Fecha 4                | Fecha 4    | Fecha 4 | Fecha 4         |
| Local           | Resultado | Visitante             | Lugar                  | Fecha      | Hora    | Transmisión     |
| --------------- | --------- | --------------------- | ---------------------- | ---------- | ------- | --------------- |
| Ciamen          | 5 : 0     | Deportivo Sanpas      | Coliseo Toto Hernández | 3 de junio | 20:00   | Sin transmisión |
| Real Antioquia  | 1 : 5     | Leones FC             | Coliseo Tulio Ospina   | 3 de junio | 20:00   | Sin transmisión |
| Club Inter      | 1 : 2     | El Carmen del Viboral | Coliseo León XIII      | 4 de junio | 19:00   | Sin transmisión |
| Fútsal Rionegro | 4 : 3     | Estrellas del Deporte | Coliseo El Cielo       | 4 de junio | 19:00   | Sin transmisión |

| Fecha 5               | Fecha 5   | Fecha 5               | Fecha 5                             | Fecha 5     | Fecha 5 | Fecha 5         |
| Local                 | Resultado | Visitante             | Lugar                               | Fecha       | Hora    | Transmisión     |
| --------------------- | --------- | --------------------- | ----------------------------------- | ----------- | ------- | --------------- |
| El Carmen del Viboral | 2 : 4     | Real Antioquia        | Coliseo del Carmen del Viboral      | 10 de junio | 20:00   | Sin transmisión |
| Deportivo Sanpas      | 5 : 4     | Estrellas del Deporte | Coliseo Municipal de Villa de Leyva | 10 de junio | 20:00   | Sin transmisión |
| Ciamen                | 6 : 1     | Club Inter            | Coliseo Toto Hernández              | 12 de junio | 13:00   | Sin transmisión |
| Leones FC             | 5 : 1     | Fútsal Rionegro       | Coliseo La Tablaza                  | 12 de junio | 18:00   | Sin transmisión |

| Fecha 6               | Fecha 6   | Fecha 6               | Fecha 6                             | Fecha 6     | Fecha 6 | Fecha 6         |
| Local                 | Resultado | Visitante             | Lugar                               | Fecha       | Hora    | Transmisión     |
| --------------------- | --------- | --------------------- | ----------------------------------- | ----------- | ------- | --------------- |
| Deportivo Sanpas      | 2 : 3     | Club Inter            | Coliseo Municipal de Villa de Leyva | 24 de junio | 20:00   | Sin transmisión |
| Estrellas del Deporte | 4 : 3     | Leones FC             | Coliseo Toto Hernández              | 24 de junio | 20:00   | Sin transmisión |
| Fútsal Rionegro       | 5 : 5     | El Carmen del Viboral | Coliseo El Cielo                    | 25 de junio | 16:10   | Win Sports+     |
| Real Antioquia        | 3 : 2     | Ciamen                | Coliseo Tulio Ospina                | 25 de junio | 19:00   | Sin transmisión |

| Fecha 7               | Fecha 7   | Fecha 7               | Fecha 7                        | Fecha 7    | Fecha 7 | Fecha 7         |
| Local                 | Resultado | Visitante             | Lugar                          | Fecha      | Hora    | Transmisión     |
| --------------------- | --------- | --------------------- | ------------------------------ | ---------- | ------- | --------------- |
| Ciamen                | 4 : 2     | Fútsal Rionegro       | Coliseo Toto Hernández         | 3 de julio | 13:00   | Sin transmisión |
| Club Inter            | 1 : 4     | Real Antioquia        | Coliseo León XIII              | 3 de julio | 16:00   | Sin transmisión |
| El Carmen del Viboral | 5 : 7     | Estrellas del Deporte | Coliseo del Carmen del Viboral | 3 de julio | 16:00   | Sin transmisión |
| Leones FC             | 6 : 0     | Deportivo Sanpas      | Coliseo El Cubo                | 3 de julio | 16:00   | Sin transmisión |

### Grupo B
| Pos | Equipos                     | PTS | PG | PE | PP | PJ | GF | GC | Dif. |
| --- | --------------------------- | --- | -- | -- | -- | -- | -- | -- | ---- |
| 1.  | Saeta                       | 15  | 4  | 3  | 0  | 7  | 21 | 13 | 8    |
| 2.  | Club D'Martín FC            | 14  | 4  | 2  | 1  | 7  | 29 | 16 | 13   |
| 3.  | C.D. Utrahuilca             | 13  | 4  | 1  | 2  | 7  | 34 | 24 | 10   |
| 4.  | Deportivo Meta              | 12  | 3  | 3  | 1  | 7  | 34 | 22 | 12   |
| 5.  | Universidad Sergio Arboleda | 11  | 3  | 2  | 2  | 7  | 25 | 23 | 2    |
| 6.  | Sport Team Club             | 9   | 3  | 0  | 4  | 7  | 29 | 27 | 2    |
| 7.  | Academia Central Cajicá     | 2   | 0  | 2  | 5  | 7  | 14 | 32 | -18  |
| 8.  | Club Baby Soccer            | 1   | 0  | 1  | 6  | 7  | 14 | 43 | -29  |

| Fecha 1          | Fecha 1   | Fecha 1            | Fecha 1                           | Fecha 1   | Fecha 1 | Fecha 1         |
| Local            | Resultado | Visitante          | Lugar                             | Fecha     | Hora    | Transmisión     |
| ---------------- | --------- | ------------------ | --------------------------------- | --------- | ------- | --------------- |
| Saeta            | 4 : 4     | U. Sergio Arboleda | Coliseo Cayetano Cañizares        | 6 de mayo | 20:00   | Sin transmisión |
| Club D'Martín FC | 4 : 4     | C.D. Utrahuilca    | Coliseo Cubierto de Madrid        | 7 de mayo | 16:00   | Sin transmisión |
| Deportivo Meta   | 10 : 3    | Club Baby Soccer   | Coliseo Universidad de los Llanos | 7 de mayo | 19:00   | Sin transmisión |
| Sport Team Club  | 5 : 1     | Cajicá             | Coliseo CEFE Tunal                | 7 de mayo | 20:30   | Sin transmisión |

| Fecha 2            | Fecha 2   | Fecha 2          | Fecha 2                        | Fecha 2    | Fecha 2 | Fecha 2         |
| Local              | Resultado | Visitante        | Lugar                          | Fecha      | Hora    | Transmisión     |
| ------------------ | --------- | ---------------- | ------------------------------ | ---------- | ------- | --------------- |
| U. Sergio Arboleda | 4 : 4     | Deportivo Meta   | Coliseo CEFE Tunal             | 13 de mayo | 20:30   | Sin transmisión |
| C.D. Utrahuilca    | 6 : 5     | Sport Team Club  | Coliseo Álvaro Sánchez Silva   | 14 de mayo | 15:00   | Sin transmisión |
| Club Baby Soccer   | 2 : 7     | Club D'Martín FC | Coliseo Municipal de Chaparral | 14 de mayo | 19:00   | Sin transmisión |
| Cajicá             | 1 : 2     | Saeta            | Coliseo Fortaleza de Piedra    | 15 de mayo | 10:00   | Sin transmisión |

| Fecha 3            | Fecha 3   | Fecha 3          | Fecha 3                           | Fecha 3    | Fecha 3 | Fecha 3         |
| Local              | Resultado | Visitante        | Lugar                             | Fecha      | Hora    | Transmisión     |
| ------------------ | --------- | ---------------- | --------------------------------- | ---------- | ------- | --------------- |
| Saeta              | 4 : 2     | C.D. Utrahuilca  | Coliseo Cayetano Cañizares        | 20 de mayo | 19:40   | Win Sports+     |
| U. Sergio Arboleda | 6 : 2     | Cajicá           | Coliseo Cayetano Cañizares        | 21 de mayo | 10:30   | Sin transmisión |
| Sport Team Club    | 6 : 2     | Club Baby Soccer | Universidad de San Buenaventura   | 21 de mayo | 16:00   | Sin transmisión |
| Deportivo Meta     | 2 : 3     | Club D'Martín FC | Coliseo Universidad de los Llanos | 21 de mayo | 19:10   | Sin transmisión |

| Fecha 4          | Fecha 4   | Fecha 4            | Fecha 4                        | Fecha 4    | Fecha 4 | Fecha 4         |
| Local            | Resultado | Visitante          | Lugar                          | Fecha      | Hora    | Transmisión     |
| ---------------- | --------- | ------------------ | ------------------------------ | ---------- | ------- | --------------- |
| C.D. Utrahuilca  | 6 : 3     | U. Sergio Arboleda | Coliseo Álvaro Sánchez Silva   | 3 de junio | 13:00   | Sin transmisión |
| Club D'Martín FC | 4 : 6     | Sport Team Club    | Coliseo Cubierto de Madrid     | 4 de junio | 16:00   | Sin transmisión |
| Club Baby Soccer | 1 : 4     | Saeta              | Coliseo Municipal de Chaparral | 4 de junio | 19:00   | Sin transmisión |
| Cajicá           | 5 : 5     | Deportivo Meta     | Coliseo Fortaleza de Piedra    | 5 de junio | 10:00   | Sin transmisión |

| Fecha 5            | Fecha 5   | Fecha 5          | Fecha 5                           | Fecha 5     | Fecha 5 | Fecha 5         |
| Local              | Resultado | Visitante        | Lugar                             | Fecha       | Hora    | Transmisión     |
| ------------------ | --------- | ---------------- | --------------------------------- | ----------- | ------- | --------------- |
| Saeta              | 2 : 2     | Club D'Martín FC | Coliseo Cayetano Cañizares        | 10 de junio | 20:00   | Sin transmisión |
| Deportivo Meta     | 6 : 2     | Sport Team Club  | Coliseo Universidad de los Llanos | 11 de junio | 19:10   | Sin transmisión |
| Cajicá             | 1 : 4     | C.D. Utrahuilca  | Coliseo Fortaleza de Piedra       | 12 de junio | 10:00   | Sin transmisión |
| U. Sergio Arboleda | 4 : 1     | Club Baby Soccer | Coliseo Cayetano Cañizares        | 12 de junio | 10:30   | Sin transmisión |

| Fecha 6          | Fecha 6   | Fecha 6            | Fecha 6                           | Fecha 6     | Fecha 6 | Fecha 6         |
| Local            | Resultado | Visitante          | Lugar                             | Fecha       | Hora    | Transmisión     |
| ---------------- | --------- | ------------------ | --------------------------------- | ----------- | ------- | --------------- |
| Club Baby Soccer | 4 : 4     | Cajicá             | Coliseo Municipal de Chaparral    | 23 de junio | 16:00   | Sin transmisión |
| Deportivo Meta   | 6 : 4     | C.D. Utrahuilca    | Coliseo Universidad de los Llanos | 24 de junio | 19:10   | Sin transmisión |
| Club D'Martín FC | 3 : 0     | U. Sergio Arboleda | Coliseo Cubierto de Madrid        | 24 de junio | 20:00   | Sin transmisión |
| Sport Team Club  | 2 : 4     | Saeta              | Coliseo Cayetano Cañizares        | 26 de junio | 12:00   | Sin transmisión |

| Fecha 7            | Fecha 7   | Fecha 7          | Fecha 7                      | Fecha 7    | Fecha 7 | Fecha 7         |
| Local              | Resultado | Visitante        | Lugar                        | Fecha      | Hora    | Transmisión     |
| ------------------ | --------- | ---------------- | ---------------------------- | ---------- | ------- | --------------- |
| C.D. Utrahuilca    | 8 : 0     | Club Baby Soccer | Coliseo Álvaro Sánchez Silva | 1 de julio | 15:00   | Sin transmisión |
| U. Sergio Arboleda | 4 : 3     | Sport Team Club  | Coliseo Cayetano Cañizares   | 2 de julio | 10:00   | Sin transmisión |
| Cajicá             | 0 : 6     | Club D'Martín FC | Coliseo Fortaleza de Piedra  | 3 de julio | 16:00   | Sin transmisión |
| Saeta              | 1 : 1     | Deportivo Meta   | Coliseo Cayetano Cañizares   | 3 de julio | 16:00   | Win Sports+     |

### Grupo C
| Pos | Equipos                    | PTS | PG | PE | PP | PJ | GF | GC | Dif. |
| --- | -------------------------- | --- | -- | -- | -- | -- | -- | -- | ---- |
| 1.  | Barranquilleros FC         | 17  | 5  | 2  | 0  | 7  | 37 | 18 | 19   |
| 2.  | Club Sabaneros FC          | 16  | 5  | 1  | 1  | 7  | 42 | 19 | 23   |
| 3.  | UTS - Siempre Santander    | 15  | 5  | 0  | 2  | 7  | 27 | 25 | 2    |
| 4.  | Gremio Samario             | 12  | 4  | 0  | 3  | 7  | 28 | 30 | -2   |
| 5.  | Independiente Barranquilla | 10  | 3  | 1  | 3  | 7  | 30 | 31 | -1   |
| 6.  | Santa Marta Beach Soccer   | 7   | 2  | 1  | 4  | 7  | 19 | 27 | -8   |
| 7.  | Fundación Inter Cartagena  | 4   | 1  | 1  | 5  | 7  | 15 | 28 | -13  |
| 8.  | Club Atlético Santander    | 0   | 0  | 0  | 7  | 7  | 16 | 36 | -20  |

| Fecha 1           | Fecha 1   | Fecha 1                 | Fecha 1                       | Fecha 1    | Fecha 1 | Fecha 1         |
| Local             | Resultado | Visitante               | Lugar                         | Fecha      | Hora    | Transmisión     |
| ----------------- | --------- | ----------------------- | ----------------------------- | ---------- | ------- | --------------- |
| Siempre Santander | 4 : 6     | Barranquilleros FC      | Coliseo Bicentenario          | 7 de mayo  | 19:00   | Sin transmisión |
| Ind B/quilla      | 6 : 1     | Fundación Inter CTG     | Coliseo Sugar Baby Rojas      | 8 de mayo  | 10:40   | Win Sports+     |
| Gremio Samario    | 4 : 1     | Sta Mta Beach Soccer    | Coliseo del Buen Vivir        | 8 de mayo  | 15:00   | Sin transmisión |
| Club Sabaneros FC | 3 : 1     | Club Atlético Santander | Polideportivo de Las Delicias | 12 de mayo | 19:30   | Sin transmisión |

| Fecha 2                 | Fecha 2   | Fecha 2                | Fecha 2                  | Fecha 2    | Fecha 2 | Fecha 2         |
| Local                   | Resultado | Visitante              | Lugar                    | Fecha      | Hora    | Transmisión     |
| ----------------------- | --------- | ---------------------- | ------------------------ | ---------- | ------- | --------------- |
| Sta Mta Beach Soccer    | 4 : 4     | Independiente B/quilla | Coliseo Polisur          | 14 de mayo | 19:30   | Sin transmisión |
| Barranquilleros FC      | 3 : 3     | Club Sabaneros FC      | Coliseo Sugar Baby Rojas | 14 de mayo | 20:15   | Sin transmisión |
| Fundación Inter CTG     | 2 : 3     | Siempre Santander      | Coliseo Northon Madrid   | 15 de mayo | 14:30   | Sin transmisión |
| Club Atlético Santander | 2 : 3     | Gremio Samario         | Coliseo Bicentenario     | 15 de mayo | 19:00   | Sin transmisión |

| Fecha 3             | Fecha 3   | Fecha 3                 | Fecha 3                | Fecha 3    | Fecha 3 | Fecha 3         |
| Local               | Resultado | Visitante               | Lugar                  | Fecha      | Hora    | Transmisión     |
| ------------------- | --------- | ----------------------- | ---------------------- | ---------- | ------- | --------------- |
| Ind B/quilla        | 4 : 3     | Club Atlético Santander | Coliseo Elías Chewgin  | 20 de mayo | 19:30   | Sin transmisión |
| Siempre Santander   | 4 : 3     | Club Sabaneros FC       | Coliseo Bicentenario   | 21 de mayo | 19:00   | Sin transmisión |
| Gremio Samario      | 2 : 5     | Barranquilleros FC      | Coliseo del Buen Vivir | 22 de mayo | 15:00   | Sin transmisión |
| Fundación Inter CTG | 1 : 3     | Sta Mta Beach Soccer    | Coliseo Northon Madrid | 25 de mayo | 19:15   | Sin transmisión |

| Fecha 4                 | Fecha 4   | Fecha 4                | Fecha 4                       | Fecha 4    | Fecha 4 | Fecha 4         |
| Local                   | Resultado | Visitante              | Lugar                         | Fecha      | Hora    | Transmisión     |
| ----------------------- | --------- | ---------------------- | ----------------------------- | ---------- | ------- | --------------- |
| Sta Mta Beach Soccer    | 1 : 2     | Siempre Santander      | Coliseo del Buen Vivir        | 3 de junio | 19:15   | Sin transmisión |
| Barranquilleros FC      | 5 : 4     | Independiente B/quilla | Coliseo Sugar Baby Rojas      | 3 de junio | 19:40   | Win Sports+     |
| Club Sabaneros FC       | 8 : 2     | Gremio Samario         | Polideportivo de Las Delicias | 4 de junio | 19:30   | Sin transmisión |
| Club Atlético Santander | 1 : 2     | Fundación Inter CTG    | Coliseo Bicentenario          | 4 de junio | 20:00   | Sin transmisión |

| Fecha 5                | Fecha 5   | Fecha 5                 | Fecha 5                  | Fecha 5     | Fecha 5 | Fecha 5         |
| Local                  | Resultado | Visitante               | Lugar                    | Fecha       | Hora    | Transmisión     |
| ---------------------- | --------- | ----------------------- | ------------------------ | ----------- | ------- | --------------- |
| Independiente B/quilla | 4 : 9     | Club Sabaneros FC       | Coliseo Sugar Baby Rojas | 10 de junio | 19:30   | Sin transmisión |
| Siempre Santander      | 6 : 5     | Gremio Samario          | Coliseo Bicentenario     | 10 de junio | 19:45   | Sin transmisión |
| Sta Mta Beach Soccer   | 7 : 3     | Club Atlético Santander | Coliseo Polisur          | 11 de junio | 19:30   | Sin transmisión |
| Fundación Inter CTG    | 2 : 2     | Barranquilleros FC      | Coliseo Northon Madrid   | 12 de junio | 14:30   | Sin transmisión |

| Fecha 6            | Fecha 6   | Fecha 6                 | Fecha 6                       | Fecha 6     | Fecha 6 | Fecha 6         |
| Local              | Resultado | Visitante               | Lugar                         | Fecha       | Hora    | Transmisión     |
| ------------------ | --------- | ----------------------- | ----------------------------- | ----------- | ------- | --------------- |
| Barranquilleros FC | 5 : 1     | Sta Mta Beach Soccer    | Coliseo Sugar Baby Rojas      | 24 de junio | 19:40   | Sin transmisión |
| Gremio Samario     | 7 : 4     | Independiente B/quilla  | Coliseo del Buen Vivir        | 24 de junio | 20:00   | Sin transmisión |
| Club Sabaneros FC  | 8 : 3     | Fundación Inter CTG     | Polideportivo de Las Delicias | 25 de junio | 19:30   | Sin transmisión |
| Siempre Santander  | 6 : 4     | Club Atlético Santander | Coliseo Bicentenario          | 25 de junio | 20:30   | Sin transmisión |

| Fecha 7                 | Fecha 7   | Fecha 7            | Fecha 7                  | Fecha 7    | Fecha 7 | Fecha 7         |
| Local                   | Resultado | Visitante          | Lugar                    | Fecha      | Hora    | Transmisión     |
| ----------------------- | --------- | ------------------ | ------------------------ | ---------- | ------- | --------------- |
| Club Atlético Santander | 2 : 11    | Barranquilleros FC | Coliseo Villaconcha      | 3 de julio | 16:10   | Sin transmisión |
| Sta Mta Beach Soccer    | 2 : 8     | Club Sabaneros FC  | Coliseo Polisur          | 3 de julio | 16:10   | Sin transmisión |
| Fundación Inter CTG     | 4 : 5     | Gremio Samario     | Coliseo Northon Madrid   | 3 de julio | 16:10   | Sin transmisión |
| Ind B/quilla            | 4 : 2     | Siempre Santander  | Coliseo Sugar Baby Rojas | 3 de julio | 16:10   | Sin transmisión |

### Grupo D
| Pos | Equipos                  | PTS | PG | PE | PP | PJ | GF | GC | Dif. |
| --- | ------------------------ | --- | -- | -- | -- | -- | -- | -- | ---- |
| 1.  | Leones de Nariño         | 21  | 7  | 0  | 0  | 7  | 31 | 12 | 19   |
| 2.  | Club Lyon de Cali        | 14  | 4  | 2  | 1  | 7  | 27 | 12 | 15   |
| 3.  | Universidad de Manizales | 13  | 4  | 1  | 2  | 7  | 36 | 23 | 13   |
| 4.  | ICSIN                    | 9   | 2  | 3  | 2  | 7  | 23 | 18 | 5    |
| 5.  | Es Fútsal                | 9   | 3  | 0  | 4  | 7  | 20 | 27 | -7   |
| 6.  | Atlético Cauca           | 8   | 2  | 2  | 3  | 7  | 21 | 27 | -6   |
| 7.  | Tigres del Quindío       | 4   | 1  | 1  | 5  | 7  | 12 | 34 | -22  |
| 8.  | C.D. Buenaventura Fútsal | 1   | 0  | 1  | 6  | 7  | 10 | 27 | -17  |

| Fecha 1               | Fecha 1   | Fecha 1           | Fecha 1                        | Fecha 1     | Fecha 1 | Fecha 1         |
| Local                 | Resultado | Visitante         | Lugar                          | Fecha       | Hora    | Transmisión     |
| --------------------- | --------- | ----------------- | ------------------------------ | ----------- | ------- | --------------- |
| C.D. B/ventura Fútsal | 2 : 6     | ICSIN             | Coliseo Roberto Lozano Batalla | 7 de mayo   | 17:00   | Sin transmisión |
| Atlético Cauca        | 2 : 3     | Es Fútsal         | Coliseo Tulcán                 | 8 de mayo   | 18:00   | Sin transmisión |
| Tigres del Quindío    | 0 : 7     | U. Manizales      | Coliseo del Sur                | 8 de mayo   | 19:00   | Sin transmisión |
| Leones de Nariño      | 2 : 1     | Club Lyon de Cali | Coliseo Sergio Antonio Ruano   | 16 de junio | 19:30   | Sin transmisión |

| Fecha 2           | Fecha 2   | Fecha 2               | Fecha 2                      | Fecha 2    | Fecha 2 | Fecha 2         |
| Local             | Resultado | Visitante             | Lugar                        | Fecha      | Hora    | Transmisión     |
| ----------------- | --------- | --------------------- | ---------------------------- | ---------- | ------- | --------------- |
| U. Manizales      | 9 : 2     | Atlético Cauca        | Coliseo Jorge Arango Uribe   | 13 de mayo | 19:00   | Sin transmisión |
| Es Fútsal         | 6 : 1     | C.D. B/ventura Fútsal | Coliseo de Dosquebradas      | 14 de mayo | 16:00   | Sin transmisión |
| Club Lyon de Cali | 10 : 0    | Tigres del Quindío    | Coliseo Mariano Ramos        | 14 de mayo | 16:30   | Sin transmisión |
| ICSIN             | 3 : 5     | Leones de Nariño      | Coliseo Luis Javier Mosquera | 15 de mayo | 13:00   | Sin transmisión |

| Fecha 3            | Fecha 3   | Fecha 3               | Fecha 3                      | Fecha 3     | Fecha 3 | Fecha 3         |
| Local              | Resultado | Visitante             | Lugar                        | Fecha       | Hora    | Transmisión     |
| ------------------ | --------- | --------------------- | ---------------------------- | ----------- | ------- | --------------- |
| Atlético Cauca     | 2 : 0     | C.D. B/ventura Fútsal | Coliseo Tulcán               | 21 de mayo  | 19:00   | Sin transmisión |
| U. Manizales       | 3 : 4     | Club Lyon de Cali     | Coliseo Jorge Arango Uribe   | 22 de mayo  | 19:30   | Sin transmisión |
| Tigres del Quindío | 2 : 2     | ICSIN                 | Coliseo del Sur              | 22 de mayo  | 19:30   | Sin transmisión |
| Leones de Nariño   | 2 : 0     | Es Fútsal             | Coliseo Sergio Antonio Ruano | 22 de junio | 19:30   | Sin transmisión |

| Fecha 4               | Fecha 4   | Fecha 4            | Fecha 4                         | Fecha 4    | Fecha 4 | Fecha 4         |
| Local                 | Resultado | Visitante          | Lugar                           | Fecha      | Hora    | Transmisión     |
| --------------------- | --------- | ------------------ | ------------------------------- | ---------- | ------- | --------------- |
| ICSIN                 | 1 : 1     | U. Manizales       | Coliseo Carlos Alberto Bejarano | 4 de junio | 15:00   | Sin transmisión |
| Es Fútsal             | 4 : 3     | Tigres del Quindío | Coliseo de Dosquebradas         | 4 de junio | 16:00   | Sin transmisión |
| C.D. B/ventura Fútsal | 0 : 4     | Leones de Nariño   | Coliseo Roberto Lozano Batalla  | 5 de junio | 14:00   | Sin transmisión |
| Club Lyon de Cali     | 2 : 2     | Atlético Cauca     | Coliseo Mariano Ramos           | 5 de junio | 16:00   | Sin transmisión |

| Fecha 5            | Fecha 5   | Fecha 5               | Fecha 5                    | Fecha 5     | Fecha 5 | Fecha 5         |
| Local              | Resultado | Visitante             | Lugar                      | Fecha       | Hora    | Transmisión     |
| ------------------ | --------- | --------------------- | -------------------------- | ----------- | ------- | --------------- |
| U. Manizales       | 9 : 5     | Es Fútsal             | Coliseo Jorge Arango Uribe | 11 de junio | 14:10   | Win Sports+     |
| Club Lyon de Cali  | 3 : 0     | ICSIN                 | Coliseo Mariano Ramos      | 11 de junio | 16:00   | Sin transmisión |
| Atlético Cauca     | 3 : 5     | Leones de Nariño      | Coliseo Tulcán             | 11 de junio | 19:00   | Sin transmisión |
| Tigres del Quindío | 2 : 1     | C.D. B/ventura Fútsal | Coliseo del Sur            | 11 de junio | 19:30   | Sin transmisión |

| Fecha 6               | Fecha 6   | Fecha 6            | Fecha 6                        | Fecha 6     | Fecha 6 | Fecha 6         |
| Local                 | Resultado | Visitante          | Lugar                          | Fecha       | Hora    | Transmisión     |
| --------------------- | --------- | ------------------ | ------------------------------ | ----------- | ------- | --------------- |
| Leones de Nariño      | 4 : 1     | Tigres del Quindío | Coliseo Sergio Antonio Ruano   | 24 de junio | 19:30   | Sin transmisión |
| Es Fútsal             | 1 : 3     | Club Lyon de Cali  | Coliseo de Dosquebradas        | 25 de junio | 16:00   | Sin transmisión |
| Atlético Cauca        | 4 : 4     | ICSIN              | Coliseo Tulcán                 | 25 de junio | 19:00   | Sin transmisión |
| C.D. B/ventura Fútsal | 2 : 3     | U. Manizales       | Coliseo Roberto Lozano Batalla | 25 de junio | 19:00   | Sin transmisión |

| Fecha 7            | Fecha 7   | Fecha 7               | Fecha 7                         | Fecha 7    | Fecha 7 | Fecha 7         |
| Local              | Resultado | Visitante             | Lugar                           | Fecha      | Hora    | Transmisión     |
| ------------------ | --------- | --------------------- | ------------------------------- | ---------- | ------- | --------------- |
| U. Manizales       | 4 : 9     | Leones de Nariño      | Coliseo Jorge Arango Uribe      | 1 de julio | 20:00   | Sin transmisión |
| Club Lyon de Cali  | 4 : 4     | C.D. B/ventura Fútsal | Coliseo Mariano Ramos           | 2 de julio | 19:30   | Sin transmisión |
| Tigres del Quindío | 4 : 6     | Atlético Cauca        | Coliseo del Sur                 | 2 de julio | 19:30   | Sin transmisión |
| ICSIN              | 7 : 1     | Es Fútsal             | Coliseo Carlos Alberto Bejarano | 4 de julio | 13:00   | Sin transmisión |

## Reclasificación de clasificados
| Pos | Equipos                  | PTS | PG | PE | PP | PJ | GF | GC | Dif. |
| --- | ------------------------ | --- | -- | -- | -- | -- | -- | -- | ---- |
| 1.  | Leones de Nariño         | 21  | 7  | 0  | 0  | 7  | 31 | 12 | 19   |
| 2.  | Barranquilleros FC       | 17  | 5  | 2  | 0  | 7  | 37 | 18 | 19   |
| 3.  | Club Sabaneros FC        | 16  | 5  | 1  | 1  | 7  | 42 | 19 | 23   |
| 4.  | UTS - Siempre Santander  | 15  | 5  | 0  | 2  | 7  | 27 | 25 | 2    |
| 5.  | Saeta                    | 15  | 4  | 3  | 0  | 7  | 21 | 13 | 8    |
| 6.  | Club D'Martin FC         | 14  | 4  | 2  | 1  | 7  | 29 | 16 | 13   |
| 7.  | Club Lyon de Cali        | 14  | 4  | 2  | 1  | 7  | 27 | 12 | 15   |
| 8.  | Bello Real Antioquia     | 14  | 4  | 2  | 1  | 7  | 22 | 19 | 3    |
| 9.  | Universidad de Manizales | 13  | 4  | 1  | 2  | 7  | 36 | 23 | 13   |
| 10. | C.D. Utrahuilca          | 13  | 4  | 1  | 2  | 7  | 34 | 24 | 10   |
| 11. | Estrellas del Deporte    | 13  | 4  | 1  | 2  | 7  | 33 | 27 | 6    |
| 12. | Leones FC                | 13  | 4  | 1  | 2  | 7  | 26 | 13 | 13   |
| 13. | Deportivo Meta           | 12  | 3  | 3  | 1  | 7  | 34 | 22 | 12   |
| 14. | Gremio Samario           | 12  | 4  | 0  | 3  | 7  | 28 | 30 | -2   |
| 15. | Ciamen                   | 12  | 4  | 0  | 3  | 7  | 23 | 17 | 6    |
| 16. | ICSIN                    | 9   | 2  | 3  | 2  | 7  | 23 | 18 | 5    |

## Fase final
|  | Octavos de final                                  | Octavos de final                                  | Octavos de final                                  | Octavos de final                                  | Octavos de final                                  |    |                   | Cuartos de final                                  | Cuartos de final                                  | Cuartos de final                                  | Cuartos de final                                  | Cuartos de final                                  |  |                      | Semifinales                                        | Semifinales                                        | Semifinales                                        | Semifinales                                        | Semifinales                                        |  |                      | Final                                    | Final                                    | Final                                    | Final                                    | Final                                    |  |
|  | 8 al 10 de julio (ida) 15 al 17 de julio (vuelta) | 8 al 10 de julio (ida) 15 al 17 de julio (vuelta) | 8 al 10 de julio (ida) 15 al 17 de julio (vuelta) | 8 al 10 de julio (ida) 15 al 17 de julio (vuelta) | 8 al 10 de julio (ida) 15 al 17 de julio (vuelta) |    |                   | 22 al 24 de julio (ida) 30 y 31 de julio (vuelta) | 22 al 24 de julio (ida) 30 y 31 de julio (vuelta) | 22 al 24 de julio (ida) 30 y 31 de julio (vuelta) | 22 al 24 de julio (ida) 30 y 31 de julio (vuelta) | 22 al 24 de julio (ida) 30 y 31 de julio (vuelta) |  |                      | 10 y 11 de agosto (ida) 14 y 15 de agosto (vuelta) | 10 y 11 de agosto (ida) 14 y 15 de agosto (vuelta) | 10 y 11 de agosto (ida) 14 y 15 de agosto (vuelta) | 10 y 11 de agosto (ida) 14 y 15 de agosto (vuelta) | 10 y 11 de agosto (ida) 14 y 15 de agosto (vuelta) |  |                      | 21 de agosto (ida) 28 de agosto (vuelta) | 21 de agosto (ida) 28 de agosto (vuelta) | 21 de agosto (ida) 28 de agosto (vuelta) | 21 de agosto (ida) 28 de agosto (vuelta) | 21 de agosto (ida) 28 de agosto (vuelta) |  |
|  |                                                   |                                                   |                                                   |                                                   |                                                   |    |                   |                                                   |                                                   |                                                   |                                                   |                                                   |  |                      |                                                    |                                                    |                                                    |                                                    |                                                    |  |                      |                                          |                                          |                                          |                                          |                                          |  |
|  |                                                   |                                                   |                                                   |                                                   |                                                   |    |                   |                                                   |                                                   |                                                   |                                                   |                                                   |  |                      |                                                    |                                                    |                                                    |                                                    |                                                    |  |                      |                                          |                                          |                                          |                                          |                                          |  |
|  | 16                                                | ICSIN                                             | 3                                                 | 2                                                 | 5                                                 |    |                   |                                                   |                                                   |                                                   |                                                   |                                                   |  |                      |                                                    |                                                    |                                                    |                                                    |                                                    |  |                      |                                          |                                          |                                          |                                          |                                          |  |
|  | 16                                                | ICSIN                                             | 3                                                 | 2                                                 | 5                                                 |    |                   |                                                   |                                                   |                                                   |                                                   |                                                   |  |                      |                                                    |                                                    |                                                    |                                                    |                                                    |  |                      |                                          |                                          |                                          |                                          |                                          |  |
|  | 1                                                 | Leones de Nariño                                  | 2                                                 | 4                                                 | 6                                                 |    |                   |                                                   |                                                   |                                                   |                                                   |                                                   |  |                      |                                                    |                                                    |                                                    |                                                    |                                                    |  |                      |                                          |                                          |                                          |                                          |                                          |  |
|  | 1                                                 | Leones de Nariño                                  | 2                                                 | 4                                                 | 6                                                 |    | Leones de Nariño  | Leones de Nariño                                  | 3                                                 | 4                                                 | 7                                                 |                                                   |  |                      |                                                    |                                                    |                                                    |                                                    |                                                    |  |                      |                                          |                                          |                                          |                                          |                                          |  |
|  |                                                   |                                                   |                                                   |                                                   |                                                   |    | Leones de Nariño  | Leones de Nariño                                  | 3                                                 | 4                                                 | 7                                                 |                                                   |  |                      |                                                    |                                                    |                                                    |                                                    |                                                    |  |                      |                                          |                                          |                                          |                                          |                                          |  |
|  |                                                   |                                                   | Bello Real Antioquia                              | Bello Real Antioquia                              | 4                                                 | 4  | 8                 |                                                   |                                                   |                                                   |                                                   |                                                   |  |                      |                                                    |                                                    |                                                    |                                                    |                                                    |  |                      |                                          |                                          |                                          |                                          |                                          |  |
|  | 9                                                 | U. Manizales                                      | Bello Real Antioquia                              | Bello Real Antioquia                              | 4                                                 | 4  | 8                 | 2                                                 | 0                                                 | 2                                                 |                                                   |                                                   |  |                      |                                                    |                                                    |                                                    |                                                    |                                                    |  |                      |                                          |                                          |                                          |                                          |                                          |  |
|  | 9                                                 | U. Manizales                                      |                                                   |                                                   |                                                   |    |                   |                                                   |                                                   | 2                                                 |                                                   |                                                   |  |                      |                                                    |                                                    |                                                    |                                                    |                                                    |  |                      |                                          |                                          |                                          |                                          |                                          |  |
|  | 8                                                 | Bello Real Antioquia                              | 2                                                 | 3                                                 | 5                                                 |    |                   |                                                   |                                                   |                                                   |                                                   |                                                   |  |                      |                                                    |                                                    |                                                    |                                                    |                                                    |  |                      |                                          |                                          |                                          |                                          |                                          |  |
|  | 8                                                 | Bello Real Antioquia                              | 2                                                 | 3                                                 | 5                                                 |    |                   |                                                   |                                                   |                                                   |                                                   |                                                   |  | Bello Real Antioquia | Bello Real Antioquia                               | 1                                                  | 3                                                  | 4 (7)                                              |                                                    |  |                      |                                          |                                          |                                          |                                          |                                          |  |
|  |                                                   |                                                   |                                                   |                                                   |                                                   |    |                   |                                                   |                                                   |                                                   |                                                   |                                                   |  | Bello Real Antioquia | Bello Real Antioquia                               | 1                                                  | 3                                                  | 4 (7)                                              |                                                    |  |                      |                                          |                                          |                                          |                                          |                                          |  |
|  |                                                   |                                                   | Barranquilleros FC                                | Barranquilleros FC                                | 1                                                 | 3  | 4 (6)             |                                                   |                                                   |                                                   |                                                   |                                                   |  |                      |                                                    |                                                    |                                                    |                                                    |                                                    |  |                      |                                          |                                          |                                          |                                          |                                          |  |
|  | 10                                                | C.D. Utrahuilca                                   | Barranquilleros FC                                | Barranquilleros FC                                | 1                                                 | 3  | 4 (6)             | 3                                                 | 4                                                 | 7 (4)                                             |                                                   |                                                   |  |                      |                                                    |                                                    |                                                    |                                                    |                                                    |  |                      |                                          |                                          |                                          |                                          |                                          |  |
|  | 10                                                | C.D. Utrahuilca                                   |                                                   |                                                   |                                                   |    |                   |                                                   |                                                   | 7 (4)                                             |                                                   |                                                   |  |                      |                                                    |                                                    |                                                    |                                                    |                                                    |  |                      |                                          |                                          |                                          |                                          |                                          |  |
|  | 7                                                 | Club Lyon de Cali                                 | 2                                                 | 5                                                 | 7 (2)                                             |    |                   |                                                   |                                                   |                                                   |                                                   |                                                   |  |                      |                                                    |                                                    |                                                    |                                                    |                                                    |  |                      |                                          |                                          |                                          |                                          |                                          |  |
|  | 7                                                 | Club Lyon de Cali                                 | 2                                                 | 5                                                 | 7 (2)                                             |    | C.D. Utrahuilca   | C.D. Utrahuilca                                   | 1                                                 | 2                                                 | 3                                                 |                                                   |  |                      |                                                    |                                                    |                                                    |                                                    |                                                    |  |                      |                                          |                                          |                                          |                                          |                                          |  |
|  |                                                   |                                                   |                                                   |                                                   |                                                   |    | C.D. Utrahuilca   | C.D. Utrahuilca                                   | 1                                                 | 2                                                 | 3                                                 |                                                   |  |                      |                                                    |                                                    |                                                    |                                                    |                                                    |  |                      |                                          |                                          |                                          |                                          |                                          |  |
|  |                                                   |                                                   | Barranquilleros FC                                | Barranquilleros FC                                | 2                                                 | 11 | 13                |                                                   |                                                   |                                                   |                                                   |                                                   |  |                      |                                                    |                                                    |                                                    |                                                    |                                                    |  |                      |                                          |                                          |                                          |                                          |                                          |  |
|  | 15                                                | Ciamen                                            | Barranquilleros FC                                | Barranquilleros FC                                | 2                                                 | 11 | 13                | 3                                                 | 0                                                 | 3                                                 |                                                   |                                                   |  |                      |                                                    |                                                    |                                                    |                                                    |                                                    |  |                      |                                          |                                          |                                          |                                          |                                          |  |
|  | 15                                                | Ciamen                                            |                                                   |                                                   |                                                   |    |                   |                                                   |                                                   | 3                                                 |                                                   |                                                   |  |                      |                                                    |                                                    |                                                    |                                                    |                                                    |  |                      |                                          |                                          |                                          |                                          |                                          |  |
|  | 2                                                 | Barranquilleros FC                                | 3                                                 | 4                                                 | 7                                                 |    |                   |                                                   |                                                   |                                                   |                                                   |                                                   |  |                      |                                                    |                                                    |                                                    |                                                    |                                                    |  |                      |                                          |                                          |                                          |                                          |                                          |  |
|  | 2                                                 | Barranquilleros FC                                | 3                                                 | 4                                                 | 7                                                 |    |                   |                                                   |                                                   |                                                   |                                                   |                                                   |  |                      |                                                    |                                                    |                                                    |                                                    |                                                    |  | Bello Real Antioquia | Bello Real Antioquia                     | 1                                        | 3                                        | 4                                        |                                          |  |
|  |                                                   |                                                   |                                                   |                                                   |                                                   |    |                   |                                                   |                                                   |                                                   |                                                   |                                                   |  |                      |                                                    |                                                    |                                                    |                                                    |                                                    |  | Bello Real Antioquia | Bello Real Antioquia                     | 1                                        | 3                                        | 4                                        |                                          |  |
|  |                                                   |                                                   | Club Sabaneros FC                                 | Club Sabaneros FC                                 | 2                                                 | 1  | 3                 |                                                   |                                                   |                                                   |                                                   |                                                   |  |                      |                                                    |                                                    |                                                    |                                                    |                                                    |  |                      |                                          |                                          |                                          |                                          |                                          |  |
|  | 14                                                | Gremio Samario                                    | Club Sabaneros FC                                 | Club Sabaneros FC                                 | 2                                                 | 1  | 3                 | 3                                                 | 2                                                 | 5                                                 |                                                   |                                                   |  |                      |                                                    |                                                    |                                                    |                                                    |                                                    |  |                      |                                          |                                          |                                          |                                          |                                          |  |
|  | 14                                                | Gremio Samario                                    |                                                   |                                                   |                                                   |    |                   |                                                   |                                                   | 5                                                 |                                                   |                                                   |  |                      |                                                    |                                                    |                                                    |                                                    |                                                    |  |                      |                                          |                                          |                                          |                                          |                                          |  |
|  | 3                                                 | Club Sabaneros FC                                 | 7                                                 | 6                                                 | 13                                                |    |                   |                                                   |                                                   |                                                   |                                                   |                                                   |  |                      |                                                    |                                                    |                                                    |                                                    |                                                    |  |                      |                                          |                                          |                                          |                                          |                                          |  |
|  | 3                                                 | Club Sabaneros FC                                 | 7                                                 | 6                                                 | 13                                                |    | Club Sabaneros FC | Club Sabaneros FC                                 | 3                                                 | 8                                                 | 11                                                |                                                   |  |                      |                                                    |                                                    |                                                    |                                                    |                                                    |  |                      |                                          |                                          |                                          |                                          |                                          |  |
|  |                                                   |                                                   |                                                   |                                                   |                                                   |    | Club Sabaneros FC | Club Sabaneros FC                                 | 3                                                 | 8                                                 | 11                                                |                                                   |  |                      |                                                    |                                                    |                                                    |                                                    |                                                    |  |                      |                                          |                                          |                                          |                                          |                                          |  |
|  |                                                   |                                                   | Estrellas del Deporte                             | Estrellas del Deporte                             | 3                                                 | 4  | 7                 |                                                   |                                                   |                                                   |                                                   |                                                   |  |                      |                                                    |                                                    |                                                    |                                                    |                                                    |  |                      |                                          |                                          |                                          |                                          |                                          |  |
|  | 11                                                | Estrellas Deporte                                 | Estrellas del Deporte                             | Estrellas del Deporte                             | 3                                                 | 4  | 7                 | 4                                                 | 3                                                 | 7                                                 |                                                   |                                                   |  |                      |                                                    |                                                    |                                                    |                                                    |                                                    |  |                      |                                          |                                          |                                          |                                          |                                          |  |
|  | 11                                                | Estrellas Deporte                                 |                                                   |                                                   |                                                   |    |                   |                                                   |                                                   | 7                                                 |                                                   |                                                   |  |                      |                                                    |                                                    |                                                    |                                                    |                                                    |  |                      |                                          |                                          |                                          |                                          |                                          |  |
|  | 6                                                 | Club D'Martin FC                                  | 0                                                 | 4                                                 | 4                                                 |    |                   |                                                   |                                                   |                                                   |                                                   |                                                   |  |                      |                                                    |                                                    |                                                    |                                                    |                                                    |  |                      |                                          |                                          |                                          |                                          |                                          |  |
|  | 6                                                 | Club D'Martin FC                                  | 0                                                 | 4                                                 | 4                                                 |    |                   |                                                   |                                                   |                                                   |                                                   |                                                   |  | Club Sabaneros FC    | Club Sabaneros FC                                  | 3                                                  | 7                                                  | 10                                                 |                                                    |  |                      |                                          |                                          |                                          |                                          |                                          |  |
|  |                                                   |                                                   |                                                   |                                                   |                                                   |    |                   |                                                   |                                                   |                                                   |                                                   |                                                   |  | Club Sabaneros FC    | Club Sabaneros FC                                  | 3                                                  | 7                                                  | 10                                                 |                                                    |  |                      |                                          |                                          |                                          |                                          |                                          |  |
|  |                                                   |                                                   | Saeta                                             | Saeta                                             | 5                                                 | 3  | 8                 |                                                   |                                                   |                                                   |                                                   |                                                   |  |                      |                                                    |                                                    |                                                    |                                                    |                                                    |  |                      |                                          |                                          |                                          |                                          |                                          |  |
|  | 12                                                | Leones FC                                         | Saeta                                             | Saeta                                             | 5                                                 | 3  | 8                 | 1                                                 | 2                                                 | 3                                                 |                                                   |                                                   |  |                      |                                                    |                                                    |                                                    |                                                    |                                                    |  |                      |                                          |                                          |                                          |                                          |                                          |  |
|  | 12                                                | Leones FC                                         |                                                   |                                                   |                                                   |    |                   |                                                   |                                                   | 3                                                 |                                                   |                                                   |  |                      |                                                    |                                                    |                                                    |                                                    |                                                    |  |                      |                                          |                                          |                                          |                                          |                                          |  |
|  | 5                                                 | Saeta                                             | 2                                                 | 4                                                 | 6                                                 |    |                   |                                                   |                                                   |                                                   |                                                   |                                                   |  |                      |                                                    |                                                    |                                                    |                                                    |                                                    |  |                      |                                          |                                          |                                          |                                          |                                          |  |
|  | 5                                                 | Saeta                                             | 2                                                 | 4                                                 | 6                                                 |    | Saeta             | Saeta                                             | 2                                                 | 4                                                 | 6 (4)                                             |                                                   |  |                      |                                                    |                                                    |                                                    |                                                    |                                                    |  |                      |                                          |                                          |                                          |                                          |                                          |  |
|  |                                                   |                                                   |                                                   |                                                   |                                                   |    | Saeta             | Saeta                                             | 2                                                 | 4                                                 | 6 (4)                                             |                                                   |  |                      |                                                    |                                                    |                                                    |                                                    |                                                    |  |                      |                                          |                                          |                                          |                                          |                                          |  |
|  |                                                   |                                                   | Deportivo Meta                                    | Deportivo Meta                                    | 4                                                 | 2  | 6 (1)             |                                                   |                                                   |                                                   |                                                   |                                                   |  |                      |                                                    |                                                    |                                                    |                                                    |                                                    |  |                      |                                          |                                          |                                          |                                          |                                          |  |
|  | 13                                                | Deportivo Meta                                    | Deportivo Meta                                    | Deportivo Meta                                    | 4                                                 | 2  | 6 (1)             | 6                                                 | 5                                                 | 11                                                |                                                   |                                                   |  |                      |                                                    |                                                    |                                                    |                                                    |                                                    |  |                      |                                          |                                          |                                          |                                          |                                          |  |
|  | 13                                                | Deportivo Meta                                    |                                                   |                                                   |                                                   |    |                   |                                                   |                                                   | 11                                                |                                                   |                                                   |  |                      |                                                    |                                                    |                                                    |                                                    |                                                    |  |                      |                                          |                                          |                                          |                                          |                                          |  |
|  | 4                                                 | Siempre Santander                                 | 3                                                 | 3                                                 | 6                                                 |    |                   |                                                   |                                                   |                                                   |                                                   |                                                   |  |                      |                                                    |                                                    |                                                    |                                                    |                                                    |  |                      |                                          |                                          |                                          |                                          |                                          |  |
|  | 4                                                 | Siempre Santander                                 | 3                                                 | 3                                                 | 6                                                 |    |                   |                                                   |                                                   |                                                   |                                                   |                                                   |  |                      |                                                    |                                                    |                                                    |                                                    |                                                    |  |                      |                                          |                                          |                                          |                                          |                                          |  |
|  |                                                   |                                                   |                                                   |                                                   |                                                   |    |                   |                                                   |                                                   |                                                   |                                                   |                                                   |  |                      |                                                    |                                                    |                                                    |                                                    |                                                    |  |                      |                                          |                                          |                                          |                                          |                                          |  |

### Octavos de final
| Octavos de final (Ida) | Octavos de final (Ida) | Octavos de final (Ida) | Octavos de final (Ida)            | Octavos de final (Ida) | Octavos de final (Ida) | Octavos de final (Ida) |
| Local                  | Resultado              | Visitante              | Lugar                             | Fecha                  | Hora                   | Transmisión            |
| ---------------------- | ---------------------- | ---------------------- | --------------------------------- | ---------------------- | ---------------------- | ---------------------- |
| C.D. Utrahuilca        | 3 : 2                  | Club Lyon de Cali      | Coliseo Álvaro Sánchez Silva      | 8 de julio             | 18:00                  | Sin transmisión        |
| Leones FC              | 1 : 2                  | Saeta                  | Coliseo El Cubo                   | 8 de julio             | 20:00                  | Sin transmisión        |
| Ciamen                 | 3 : 3                  | Barranquilleros FC     | Coliseo Toto Hernández            | 9 de julio             | 13:00                  | Sin transmisión        |
| Deportivo Meta         | 6 : 3                  | Siempre Santander      | Coliseo Universidad de los Llanos | 9 de julio             | 19:10                  | Sin transmisión        |
| Estrellas del Deporte  | 4 : 0                  | Club D'Martin FC       | Coliseo Toto Hernández            | 9 de julio             | 20:00                  | Sin transmisión        |
| U. Manizales           | 2 : 2                  | Bello Real Antioquia   | Coliseo Jorge Arango Uribe        | 10 de julio            | 11:10                  | Win Sports+            |
| ICSIN                  | 3 : 2                  | Leones de Nariño       | Coliseo Carlos Alberto Bejarano   | 10 de julio            | 13:00                  | Sin transmisión        |
| Gremio Samario         | 3 : 7                  | Club Sabaneros FC      | Coliseo del Buen Vivir            | 10 de julio            | 15:00                  | Sin transmisión        |

| Octavos de final (Vuelta) | Octavos de final (Vuelta) | Octavos de final (Vuelta) | Octavos de final (Vuelta)     | Octavos de final (Vuelta) | Octavos de final (Vuelta) | Octavos de final (Vuelta) |
| Local                     | Resultado                 | Visitante                 | Lugar                         | Fecha                     | Hora                      | Transmisión               |
| ------------------------- | ------------------------- | ------------------------- | ----------------------------- | ------------------------- | ------------------------- | ------------------------- |
| Club Sabaneros FC         | 6 : 2                     | Gremio Samario            | Polideportivo de las Delicias | 15 de julio               | 20:00                     | Sin transmisión           |
| Club D'Martin FC          | 4 : 3                     | Estrellas del Deporte     | Coliseo Cubierto de Madrid    | 15 de julio               | 20:00                     | Sin transmisión           |
| Bello Real Antioquia      | 3 : 0                     | U. Manizales              | Coliseo Tulio Ospina          | 15 de julio               | 20:00                     | Sin transmisión           |
| Saeta                     | 4 : 2                     | Leones FC                 | Coliseo Cayetano Cañizares    | 16 de julio               | 13:40                     | Sin transmisión           |
| Siempre Santander         | 3 : 5                     | Deportivo Meta            | Coliseo UNAB                  | 16 de julio               | 17:00                     | Sin transmisión           |
| Club Lyon de Cali         | 5(2) : (4)4               | C.D. Utrahuilca           | Coliseo Mariano Ramos         | 16 de julio               | 18:30                     | Sin transmisión           |
| Leones de Nariño          | 4 : 2                     | ICSIN                     | Coliseo Sergio Antonio Ruano  | 16 de julio               | 20:00                     | Sin transmisión           |
| Barranquilleros FC        | 4 : 0                     | Ciamen                    | Coliseo Sugar Baby Rojas      | 17 de julio               | 10:15                     | Win Sports+               |

### Cuartos de final
| Cuartos de final (ida) | Cuartos de final (ida) | Cuartos de final (ida) | Cuartos de final (ida)            | Cuartos de final (ida) | Cuartos de final (ida) | Cuartos de final (ida) |
| Local                  | Resultado              | Visitante              | Lugar                             | Fecha                  | Hora                   | Transmisión            |
| ---------------------- | ---------------------- | ---------------------- | --------------------------------- | ---------------------- | ---------------------- | ---------------------- |
| C.D. Utrahuilca        | 1 : 2                  | Barranquilleros FC     | Coliseo Álvaro Sánchez Silva      | 22 de julio            | 18:30                  | Sin transmisión        |
| Bello Real Antioquia   | 4 : 3                  | Leones de Nariño       | Universidad de Medellín           | 23 de julio            | 10:10                  | Win Sports+            |
| Deportivo Meta         | 4 : 2                  | Saeta FSC              | Coliseo Universidad de los Llanos | 23 de julio            | 19:10                  | Sin transmisión        |
| Estrellas del Deporte  | 3 : 3                  | Club Sabaneros FC      | Coliseo Toto Hernández            | 24 de julio            | 11:00                  | Win Sports+            |

| Cuartos de final (Vuelta) | Cuartos de final (Vuelta) | Cuartos de final (Vuelta) | Cuartos de final (Vuelta)     | Cuartos de final (Vuelta) | Cuartos de final (Vuelta) | Cuartos de final (Vuelta) |
| Local                     | Resultado                 | Visitante                 | Lugar                         | Fecha                     | Hora                      | Transmisión               |
| ------------------------- | ------------------------- | ------------------------- | ----------------------------- | ------------------------- | ------------------------- | ------------------------- |
| Barranquilleros FC        | 11 : 2                    | C.D. Utrahuilca           | Coliseo Sugar Baby Rojas      | 30 de julio               | 10:00                     | Win Sports+               |
| Club Sabaneros FC         | 8 : 4                     | Estrellas del Deporte     | Polideportivo de las Delicias | 30 de julio               | 19:30                     | Sin transmisión           |
| Leones de Nariño          | 4 : 4                     | Bello Real Antioquia      | Coliseo Sergio Antonio Ruano  | 30 de julio               | 20:00                     | Sin transmisión           |
| Saeta FSC                 | 4(4) : (1)2               | Deportivo Meta            | Coliseo Cayetano Cañizares    | 31 de julio               | 11:00                     | Win Sports+               |

### Semifinales
| Semifinales (Ida)  | Semifinales (Ida) | Semifinales (Ida)    | Semifinales (Ida)          | Semifinales (Ida) | Semifinales (Ida) | Semifinales (Ida) |
| Local              | Resultado         | Visitante            | Lugar                      | Fecha             | Hora              | Transmisión       |
| ------------------ | ----------------- | -------------------- | -------------------------- | ----------------- | ----------------- | ----------------- |
| Barranquilleros FC | 1 : 1             | Bello Real Antioquia | Coliseo Sugar Baby Rojas   | 10 de agosto      | 19:30             | Win Sports+       |
| Saeta FSC          | 5 : 3             | Club Sabaneros FC    | Coliseo Cayetano Cañizares | 11 de agosto      | 19:30             | Win Sports+       |

| Semifinales (Vuelta) | Semifinales (Vuelta) | Semifinales (Vuelta) | Semifinales (Vuelta)          | Semifinales (Vuelta) | Semifinales (Vuelta) | Semifinales (Vuelta) |
| Local                | Resultado            | Visitante            | Lugar                         | Fecha                | Hora                 | Transmisión          |
| -------------------- | -------------------- | -------------------- | ----------------------------- | -------------------- | -------------------- | -------------------- |
| Bello Real Antioquia | 3(7) : (6)3          | Barranquilleros FC   | Coliseo Tulio Ospina          | 14 de agosto         | 11:00                | Win Sports+          |
| Club Sabaneros FC    | 7 : 3                | Saeta FSC            | Polideportivo de las Delicias | 15 de agosto         | 12:30                | Win Sports+          |

### Final
| Final (Ida)       | Final (Ida) | Final (Ida)          | Final (Ida)                   | Final (Ida)  | Final (Ida) | Final (Ida) |
| Local             | Resultado   | Visitante            | Lugar                         | Fecha        | Hora        | Transmisión |
| ----------------- | ----------- | -------------------- | ----------------------------- | ------------ | ----------- | ----------- |
| Club Sabaneros FC | 2 : 1       | Bello Real Antioquia | Polideportivo de las Delicias | 21 de agosto | 11:00       | Win Sports+ |

| Final (Vuelta)       | Final (Vuelta) | Final (Vuelta)    | Final (Vuelta)       | Final (Vuelta) | Final (Vuelta) | Final (Vuelta) |
| Local                | Resultado      | Visitante         | Lugar                | Fecha          | Hora           | Transmisión    |
| -------------------- | -------------- | ----------------- | -------------------- | -------------- | -------------- | -------------- |
| Bello Real Antioquia | 3 : 1          | Club Sabaneros FC | Coliseo Tulio Ospina | 28 de agosto   | 10:15          | Win Sports+    |

| Bandera de Colombia                        |
| Campeón Bello Real Antioquia Tercer título |